# Limenitis archippus
Limenitis archippus är en fjärilsart som beskrevs av Pieter Cramer 1775. Limenitis archippus ingår i släktet Limenitis och familjen praktfjärilar. Inga underarter finns listade i Catalogue of Life.

## Bildgalleri

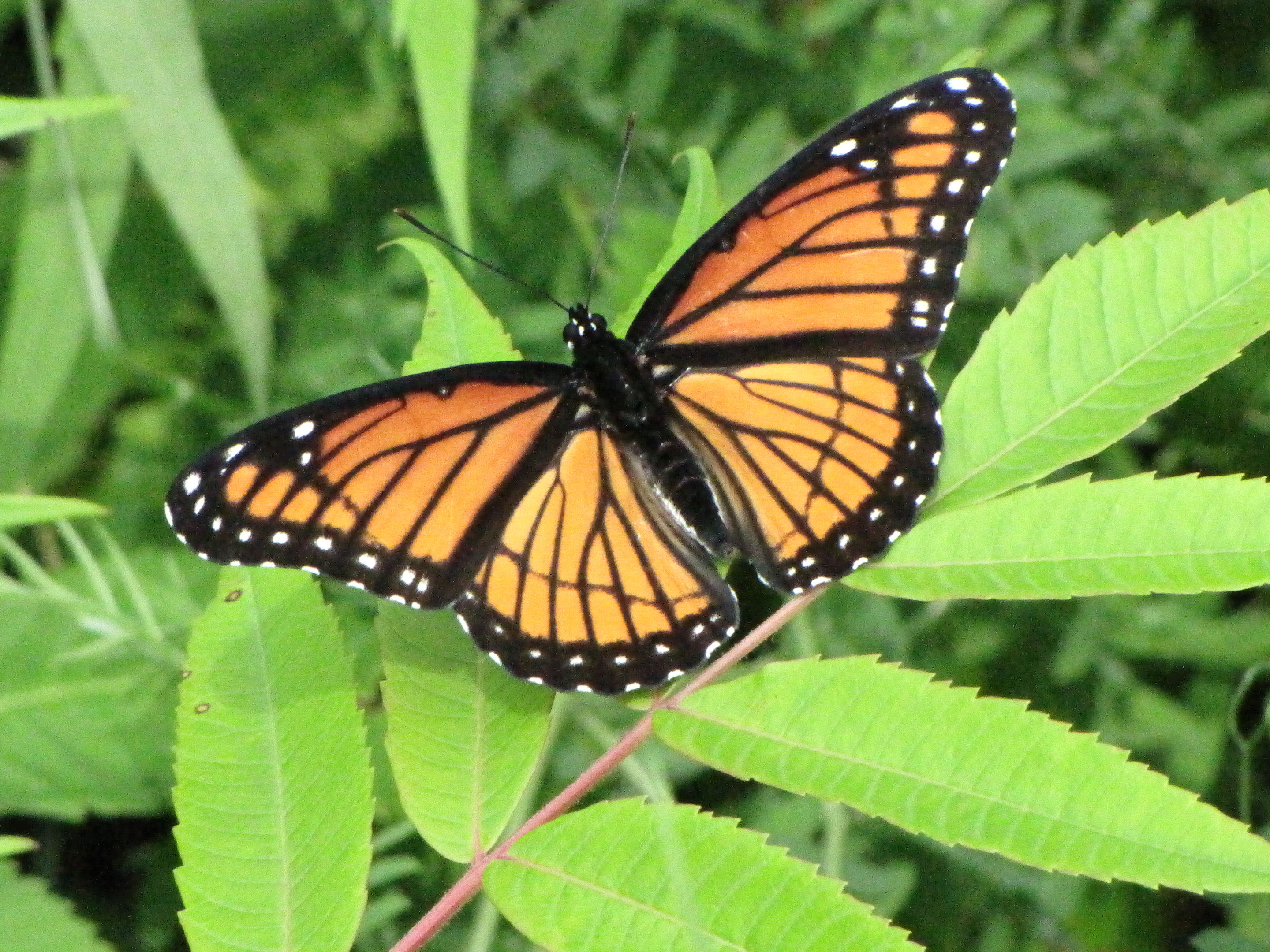
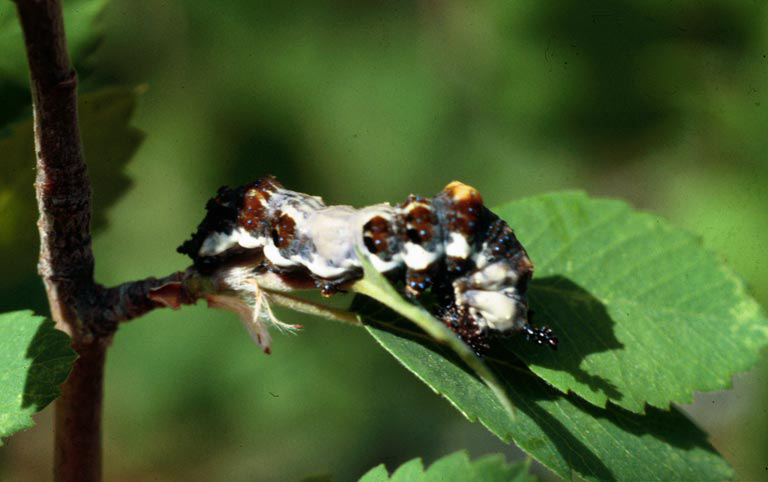
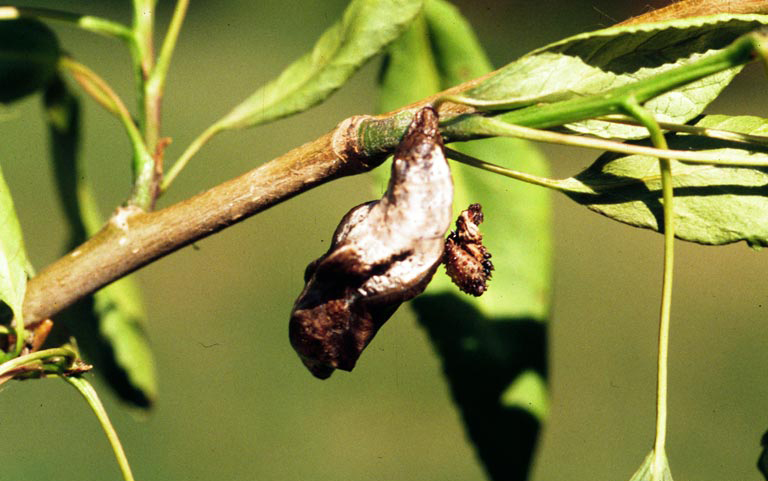
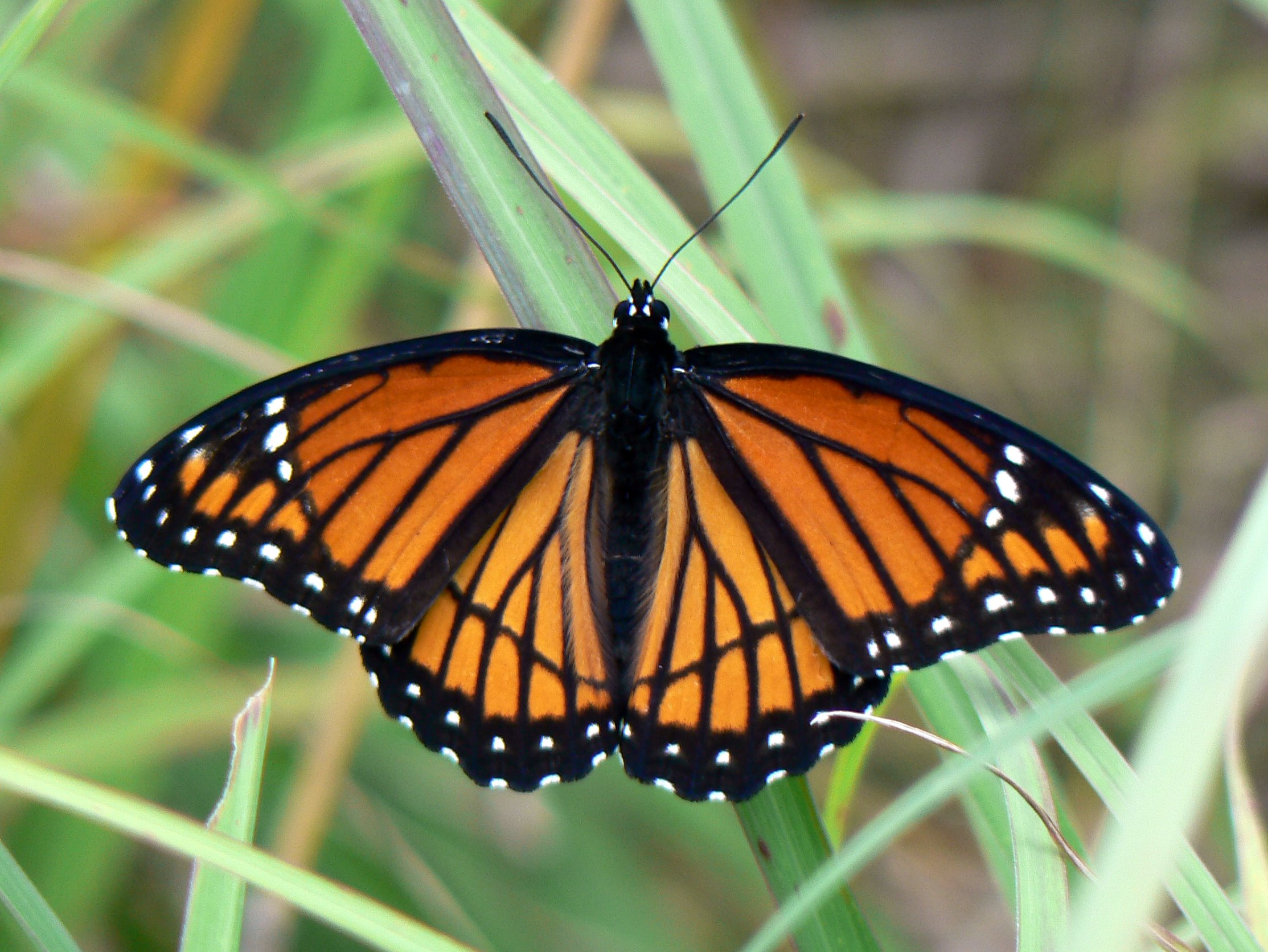
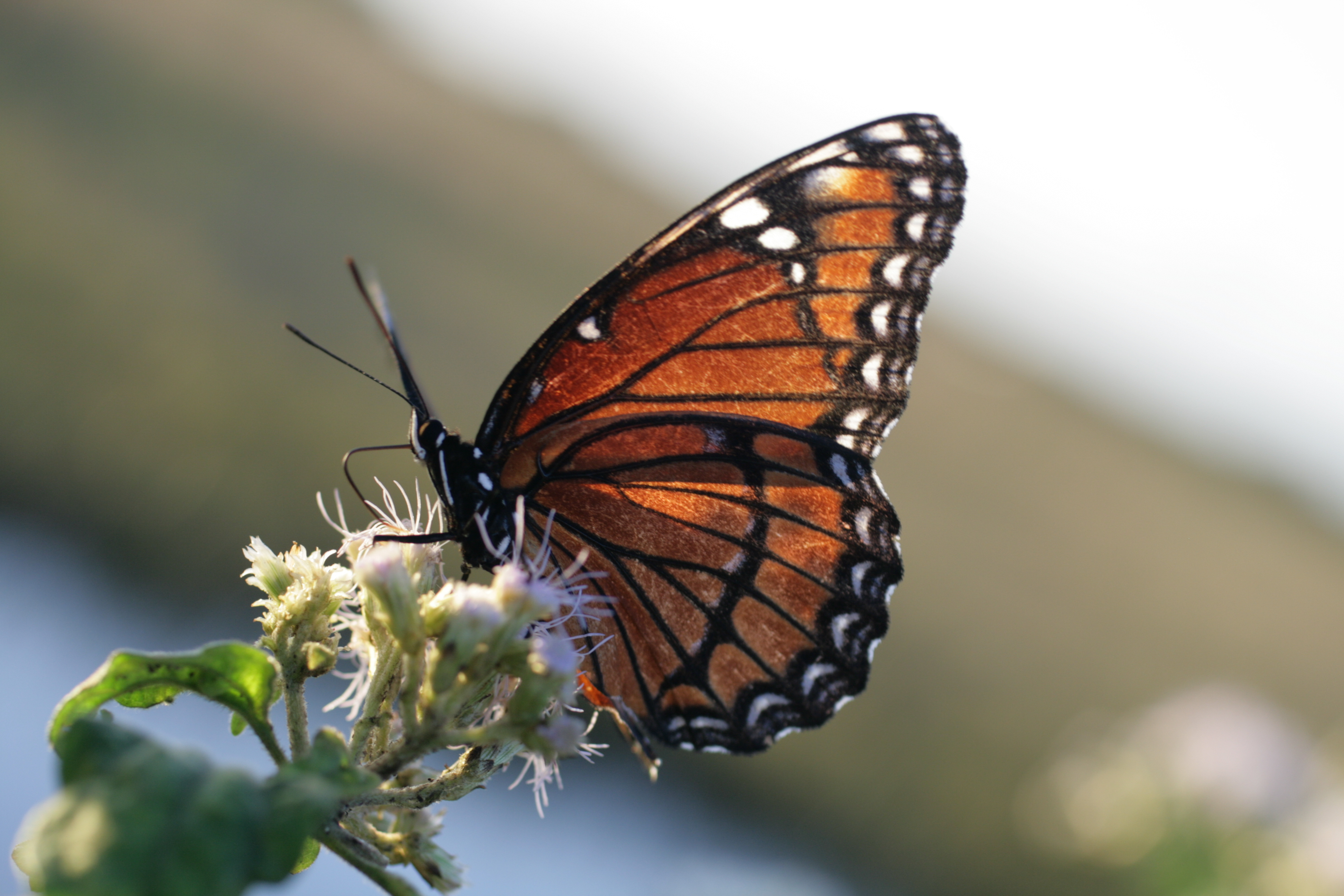